# Hebe Uhart
Hebe Uhart (2 tháng 12 năm 1936 – 11 tháng 10 năm 2018) là một nhà văn người Argentina. Vào năm 2017, bà đã nhận được giải thưởng tự sự của người Mỹ gốc Roi Rojas.

## Nghề nghiệp
Thời thơ ấu và mối quan hệ với sách, Hebe Uhart thuật lại: 
Trong nhà tôi không có quyền đọc - chỉ một số sách của anh tôi, rất thần học. Tôi đã không được khuyến khích để viết; không ai hỏi tôi hay bắt tôi phải viết. Nhưng, chắc chắn, phải có một kích thích ngầm, một cái gì đó ở trong nhà bởi vì, nếu không, tại sao mẹ tôi kể cho tôi rất nhiều câu chuyện? Cho đến khi một người anh em họ, có văn hóa hơn, nói với tôi: "Bạn phải đọc Neruda, Guillén và Vallejo." Và tôi đọc chúng. Sau đó tôi vào Khoa Triết học và bắt đầu gắn kết với những người thông thái khác mà tôi đã nói về sách.

 Bà học ngành Triết học tại Đại học Buenos Aires (UBA). Sau đó, bà làm giáo viên, cả ở cấp tiểu học và trung học, và đại học tại UBA và Đại học Quốc gia Lomas de Zamora.
Bà sống ở Buenos Aires, nơi bà đã tổ chức các buổi hội thảo văn học. Bà là người thường xuyên đóng góp cho các tờ báo và tạp chí, chẳng hạn như El País ở Montevideo.
Những câu chuyện của bà được chuyển thể thành vở kịch Querida mamá o guiando la hiedra, do Laura Yusem đạo diễn.
Năm 2010, bà xuất bản một tập hợp các truyện ngắn và tiểu thuyết của mình từ năm 1962 đến 2004 trong tập Relatos reunidos (ISBN 9789870424598

## Tác phẩm
Các tác phẩm của Uhart đã được thu thập trong nhiều tuyển tập.
- 1962 – Dios, San Pedro y las almas (short stories)
- 1963 – Epi, Epi, Pamma sabhactani (short stories)
- 1970 – La gente de la casa rosa (short stories)
- 1974 – La elevación de Maruja (novella)
- 1976 – El budín esponjoso (short stories)
- 1983 – La luz de un nuevo día (short stories)
- 1986 – Leonor (novel)
- 1987 – Camilo asciende (novel)
- 1992 – Memorias de un pigmeo (short stories)
- 1995 – Mudanzas (novel)
- 1997 – Guiando la hiedra (short stories)
- 1999 – Señorita (novel)
- 2003 – Del cielo a casa (short stories)
- 2004 – Camilo asciende y otros relatos (short stories)[5]
- 2008 – Turistas (short stories)
- 2010 – Relatos reunidos (short stories and novellas)[6]
- 2011 – Viajera crónica (travel log)
- 2012 – Visto y oído (travel logs)
- 2015 – Un día cualquiera (mapa de las lenguas) (short stories)
- 2015 – De la Patagonia a México (travel logs)
- 2017 – De aquí para allá (travel logs)
- 2018 – Animales (tales)

## Giải thưởng và danh hiệu
- 2004 – Bằng khen của Konex, trong hạng mục "Cuento: qu vayenio 1999 đi2003" [7]
- 2011 – Giải thưởng Quỹ Sách cho Sách Sáng tạo Văn học Argentina hay nhất, cho Relatos reunidos [8]
- 2014 – Bằng khen của Konex, trong hạng mục "Cuento: quonthenio 2004THER2008" [9]
- 2015 – Giải thưởng Fondo Nacional de las Artes [10]
- 2017 – Giải thưởng tự sự của người Mỹ gốc Roias [2]

## liên kết ngoài
- "Hướng dẫn Ivy," của Hebe Uhart, trans. Maureen Shaughnessy, Tiệm cận, tháng 1 năm 2013.